# Грин, Гатлин
Гатлин Грин (англ. Gatlin Green; 7 июля 1997) — американская певица и актриса.

## Ранняя жизнь
Родилась в Нашвилле, в штате Теннесси. Имеет одного старшего брата, троих младших братьев и приёмную сестру. Обучалась на домашнем обучении.

## Карьера
Начала актёрскую карьеру в возрасте 4 лет. В 2012 году сыграла одну из главных ролей в веб-интерактивном фильме «В поисках Коди». В 2015 году сыграла эпизодические роли в сериалах «Мыслить как преступник» и «Лив и Мэдди», прежде чем сыграть главную роль в мини-сериале «Герои: Возрождение». Появилась в рекламном ролике «Открой своё сердце» американской компании American Heart Association.

## Музыка
Вместе со своим старшим братом образовала фолк-поп-дуэт Cooper and Gatlin (также известен под названием Cooper & Gatlin).

## Фильмография
| Год  | Название                                    | Роль                                     | Примечания                       |
| ---- | ------------------------------------------- | ---------------------------------------- | -------------------------------- |
| 2005 | Долтри Кэлхун                               | Маленькая девочка                        | В титрах указана как Гарлин Грин |
| 2005 | Похождения императора 2: Приключения Кронка |                                          | Озвучка                          |
| 2009 | iShine KNECT                                | Cooper & Gatlin                          |                                  |
| 2012 | Незнакомец в моём городе                    | Девушка, принимающая текстовые сообщения | Короткометражка                  |
| 2012 | Печенье удачи                               | Подруга                                  | Короткометражка                  |
| 2012 | Поиск Коди                                  | Люси                                     |                                  |
| 2013 | Гнусавие                                    | Гатлин Монтгомери                        |                                  |
| 2015 | Мыслить как преступник                      | Элисон Селливан                          | Эпизод. «За пределами»           |
| 2015 | Лив и Мэдди                                 | Саманта                                  | 2 эпизода                        |
| 2015 | Герои: Возрождение                          | Эмили Дювал                              | Главная роль                     |
| 2015 | Открой своё сердце                          | В роли самой себя                        | Короткометражное видео           |